# Бан Хрватске
Бан Хрватске је био 

## Банови из времена самосталне Краљевине Хрватске
- Прибина (око 970)
- Годемир (око 1000)
- Гварда (око 1020)
- Божетјех (око 1030)
- Стефан (око 1040)
- Гојко (1059-1069)
- Дмитар Звонимир (1070-1073)
- Петар (1074)

## Банови Далмације и Хрватске под угарском влашћу
- Угрин (1107)
- Клаудије (1116-1117)
- Алексије (око 1130)
- Белош Вукановић (1142-1157) (први пут)
- Апа (1158)
- Белош Вукановић 1163. (други пут)
- Ампудије (1164-1176)
- Византијска окупација (1176-1181)
- Дионизије (1181-1183)
- Субан (1183-1185)
- Анархија (1185-1190)
- Калан (1190-1193)
- Доминик (1194—1195.), Херцег
- Дирекна власт угарских краљева (1195-1198), Херцег
- Андријаш (1198), Херцег
- Никола (1199-1200), владао заједно са Бендиктом
- Бенедикт (1199—1200.), владао заједно са Николом
- Мартин Хонтпазман (1202)
- Иполит (1204)
- Меркурије (1205-1206)
- Стефан (1206-1207)
- Банко (1208-1209) (први пут)
- Бертолд V Андекс (1209-1211)
- Михаљ Кочич (1212)
- Ђула Шиклошки (1213)
- Охуз (1213-1214)
- Јанош (1215)
- Пожа (1216)
- Банко (1217-1218) (други пут)
- Ђула Шиклошки (1219) (други пут)
- Охуз (1220-1222) (други пут)
- Соломон (1222-1224)
- Михајло (1224)

## Банови Далмације и Хрватске, односно Славоније
| Банови Далмације и Хрватске - Војинк (1225) - Валегин (1226) - Коломан Арпад (1226—1241), херцег - Стефан II Бабонић (1243—1251) - Иштван Арпад (1245—1259), херцег - Бутко (1259) - Дирекна власт угарских краљева (1259—1272) - Јоаким Пектар, Гуткелед (1272—1277) (од 1273 узурпатор Павла I Шубића) - Павле I Шубић (1273—1312) (до 1277 узурпатор Јоакима Пектара) - Карло Мартел Анжујски (1290—1295), краљ | Банови целе Славоније - Аладар (1225) - Соломон (1226) - Коломан Арпад (1226—1241), херцег - Ђула Шиклошки (1229-1234) (трећи пут) - Опој (1235-1238) - Никола (1240) - Дионизије Турје (1241—1245) - Ладислав (1245), кан - Ростислав Михаиловић (1247) - Стефан Гуткелед (1248—1260) - Роланд Ратолд (1261—1267) - Хенрик Гисинговац (1267—1270) (први пут) - Јоаким Пектар, Гуткелед (1270—1272) (први пут) - Мојс (1272) - Матија Чак (1272—1274) - Андријаш Арпад (1274—1278), херцег - Хенрик Гисинговац (1274) (други пут) - Јоаким Пектар, Гуткелед (1274) (други пут) - Дионизије од Печуја (1274—1275) - Јанош Гисинговац (1275) (први пут) - Тома Хонтпазман (1275—1276) - Јанош Гисинговац (1276-1277) (други пут) - Никола Гуткелед (1278-1279) - Никола Гисинговац (1279-1281) - Петар од Пакраца (1281-1283) - Дирекна власт угарског краља (1283-1290) - Радослав Бабонић (1290-1293) - Хенрик Гисинговац (1291) (трећи пут) - Стефан Владислав II (1292-1298), војвода - Јаков Копас (1298-1299) - Ладислав Ратолд (1300) |

### XIV век
| Банови Далмације и Хрватске - Младен II Шубић (1312—1322) - Дирекна власт угарких краљева (1322—1350) - Иштван Анжујски (1350—1354), херцег | Банови целе Славоније - Ханрик Гиснговац (1301—1309) (четврти пут) - Стефан IV Бабонић (1310—1316) - Јанош Бабонић (1316—1322) - Никола Омодејев (1322-1324) - Микац Михаљевић (1325—1343) - Никола Лацковић (1342—1343) - Никола Банфи (1343—1345) (први пут) |

- Никола Банфи (1345—1346) (други пут)
- Никола Сиџи (1346—1349) (први пут)
- Павле Угал (1350)
- Стефан I Лацковић (1351—1352)
- Никола Банфи (1353—1356) (трећи пут)

| Банови Далмације и Хрватске - Јанош Ћуз (1356—1358) - Никола Сиџи (1358—1368) (други пут) - Стефан Канишки (1362—1366), Николин узурпатор - Коњо Сељењи (1366—1367) - Имре Лацковић (1368) - Симон Маурицијев (1369—1371) - Карло III Напуљски (1371—1376) (други пут) - Никола Сиџи (1377—1380) (трећи пут) - Имре Бубек (1380—1383) - Стефан II Лацковић (1383—1384) - Тома од Светог Ђорђа (1384—1385) - Иваниш Палижна (1385—1391), самосталан владар, узурпатор Ладислава од Лученца, Дионизија од Лученца - Ладислав од Лученца (1387) - Дионизије од Лученца (1387—1389) - Иваниш Хорват (1389—1392) - Никола II Горјански (1392) (први пут) - Иваниш V Крчки (1391—1393), узурпатор Николе II Горјанског - Бутко Курјаковић (1394) - Никола II Горјански (1394—1402) (други пут) | Банови целе Славоније - Леустахије Ратолд (1356—1361) - Стефан Канишки (1362—1366) - Никола Сиџи (1366—1368) (други пут) - Петар Цудар (1368—1380) - Стефан Банфи (1381—1385), савладар Јаноша Банфија - Јанош Банфи (1381—1385), савладар Стефана Банфија - Иваниш Палижна (1385—1391), самосталан владар, узурпатор Ладислава од Лученца и Детрика Бубека - Ладислав од Лученца (1387—1389) - Детрик Бубек (1389—1392) (први пут) - Иваниш V Крчки (1391—1393), узурпатор Детрика Бубека, Ладислава Петрова и Иваниша Хорвата - Ладислав Петров (1392) - Иваниш Хорват (1392—1394) - Никола II Горјански (1394—1402), узурпатор Детрика Бубека - Детрик Бубек (1394—1397) (други пут) |

### XV век
- Ладислав Грђевачки (1402—1404)
- Павле Бесенио (1404)
- Павле од Печуја (1404—1406)
- Херман II Цељски (1406—1408) (први пут)

| Банови Далмације и Хрватске - Дирекна власт угарског краља (1408—1410) - Павле Курјаковић (1410—1411), владао зједно са Иванишом Курјаковићем - Иваниш Курјаковић (1410—1411), владао зједно са Павлом Курјаковићем - Петар де Албен (1412—1419) - Дионизије Лацковић (1416—1418) - Алберт де Унг (1419—1426) - Никола IV Франкопан (1426—1432) - Херман II Цељски (1432—1434), губернатор (други пут) - Иваниш VI Франкопан (1434—1436), владао заједно са Стефаном III Франкопаном - Стефан III Франкопан (1434—1437), до 1436. је владао заједно са Иванишом VI Франкопаном (први пут) - Петар Таловац (1438—1453), владао је заједно са Франком Таловцем у периоду од 1444. године до 1446. године - Франк Таловац (1444—1446), владао је заједно са Петром Таловцем - Ладислав Хуњади (1453), привремени бан - Улрих II Цељски (1454—1456) - Франческо Фоскари (1454—1457), млетачки дужд, против кандидат за хрватско-далматински престо - Стефан Томаш (1454—1461), босански краљ, против кандидат за хрватско-далматински престо - Стефан Вукчић Косача (1454—1461), херцег од Светог Саве, против кандидат за хрватско-далматински престо - Павле Сперанчић (1459—1463) - Стефан III Франкопан (1463—1464) (други пут) | Банови целе Славоније - Дирекна власт угарског краља (1408—1412) (први пут) - Павле Чупор (1412—1415) - Давид I Лацковић (1416—1418) - Дионизије Марцали (1419—1421) - Дирекна власт угарског краља (1421—1423) (други пут) - Херман II Цељски (1423—1435), губернатор (други пут) - Матко Таловац (1436—1444) - Франк Таловац (1444—1446), владао заједно са Фридрихом II Цељским - Фридрих II Цељски (1445—1454) - Улрих II Цељски (1445—1456), до 1454. године владао заједно са Фридрихом - Иваниш Марцали (1457) - Јан Витовец (1457—1463), владао заједно са Николом III Илочким - Никола III Илочки (1457—1463), владао заједно са Јаном Витовцем |

- Имре Запоља (1463—1465)
- Јанош Туз (1466—1469)

| Банови Далмације и Хрватске - Анархија (1469—1470) - Блаж Подманички (1470—1472) - Дамјан Хорват од Литве (1472—1476) | Банови целе Славоније - Јанош Чесмички (1469—1470) (први пут) - Блаж Подманички (1470—1472) (први пут) - Дамјан Хорват од Литве (1472—1473) - Иваниш Ернушт (1473—1476) |

- Ладислав Егервари (1477—1481) (први пут)
- Блаж Подманички (1482) (други пут)
- Ладислав Егервари (1483—1493) (други пут)